# George Feigenbaum
George Feigenbaum (Nueva York, 2 de julio de 1928-25 de diciembre de 2000) fue un jugador de baloncesto estadounidense que disputó dos temporadas en la NBA, además de jugar en la ABL. Con 1,85 metros de estatura, jugaba en la posición de base.

## Trayectoria deportiva

### Universidad
Jugó brevemente con los Wildcats de la Universidad de Kentucky, reclutado por Adolph Rupp, y posteriormente con los Blackbirds de la Universidad de Long Island, antes de su paso prematuro a profesionales con tan solo 19 años.

### Profesional
Comenzó su andadura profesional en 1947 con los Philadelphia SPHAs de la ABL, con los que únicamente disputó 3 partidos. Al año siguiente fichó por los Trenton Tigers, con los que promedió 9,2 puntos por partido.
En 1949 fichó por los Baltimore Bullets de la NBA, donde disputó 12 partidos en los que promedió 3,0 puntos. Regresó posteriormente a la ABL, donde pasó por varios equipos, destacando su estancia en los Hartford Hurricanes, donde fue el segundo mejor anotador del equipo, promediando 13,6 puntos, únicamente superado por John Ezersky.
Regresó de forma efímera a la NBA de la mano de los Milwaukee Hawks, aunque únicamente disputó 5 partidos en los que promedió 3,2 puntos y 1,8 asistencias.

## Estadísticas de su carrera en la NBA

### Temporada regular
| Temporada | Edad | Equipo            | Liga | Pos. | P  | TIT | MIN  | TC  | TCA | %TC  | 3P | 3PA | %3P | TL  | TLA | %TL  | R.OF. | R.DEF. | REB | ASIS | ROB | TAP | PER | FP  | PTS |
| 1949-50   | 20   | Baltimore Bullets | NBA  |      | 12 |     |      | 1.2 | 4.8 | .246 |    |     |     | 0.7 | 1.5 | .444 |       |        |     | 0.8  |     |     |     | 1.3 | 3.0 |
| 1952-53   | 23   | Milwaukee Hawks   | NBA  | PG   | 5  |     | 15.8 | 0.8 | 4.4 | .182 |    |     |     | 1.6 | 3.0 | .533 |       |        | 1.4 | 1.8  |     |     |     | 2.8 | 3.2 |
| Total     |      |                   | NBA  |      | 17 |     | 15.8 | 1.1 | 4.6 | .228 |    |     |     | 0.9 | 1.9 | .485 |       |        | 1.4 | 1.1  |     |     |     | 1.7 | 3.1 |